# Amtsbezirk Bruck an der Leitha
Der Amtsbezirk Bruck an der Leitha war um die Mitte des 19. Jahrhunderts eine Verwaltungseinheit im Viertel unter dem Wienerwald in Niederösterreich.
Der Amtsbezirk war der Kreisbehörde in Wiener Neustadt unterstellt und besorgte deren Amtsgeschäfte vor Ort. Die Zuständigkeit erstreckte sich neben Bruck an der Leitha auf die damaligen Gemeinden Arbesthal, Gallbrunn, Gerhaus, Göttlesbrunn, Götzendorf, Höflein bei Bruck, Mannersdorf, Margarethen am Moos, Pachtfurth, Pischelsdorf, Prugg an der Leitha, Rohrau, Sarasdorf, Sommerein, Stixneusiedl, Trautmannsdorf, Wilfleinsdorf.
Der Amtsbezirk umfasste dabei 18 Gemeinden mit 15.254 Einwohnern (lt. Zählung von 1851).